# Zielonki (Klein-Polen)
Zielonki is een dorp in het Poolse woiwodschap Klein-Polen, in het district Krakowski. De plaats maakt deel uit van de gemeente Zielonki.